# Consign to Oblivion
Consign to Oblivion – drugi studyjny album holenderskiego zespołu symfoniczno metalowego Epica, wydany w kwietniu 2005 roku. Wydawnictwo zostało nagrane w Gate Studio w Wolfsburgu w Niemczech pomiędzy lipcem i wrześniem 2004 roku. Partie fortepianu nagrano w Smash Recordings w Liessel w Holandii w październiku 2004. Całość została zmiksowana Gate Studio w grudniu 2004 i styczniu 2005. Mastering odbył się w Sound Factory w Holandii.

## Lista utworów
Opracowano na podstawie materiału źródłowego.
1. "Hunab K'u" (A New Age Dawns, Prologue) (sł. M. Jansen, muz. Y. Huts) – 1:43
2. "Dance of Fate" (sł. S. Simons, muz. C. Janssen, M. Jansen, S. Simons, Y. Huts) – 5:13
3. "The Last Crusade" (A New Age Dawns, Pt. 1) (sł. M. Jansen, muz. A. Sluijter, M. Jansen, Y. Huts) – 4:22
4. "Solitary Ground" (sł. S. Simons, muz. A. Sluijter, C. Janssen, M. Jansen, S. Simons) – 4:24
5. "Blank Infinity" (sł. S. Simons, muz. C. Janssen, M. Jansen, S. Simons) – 4:01
6. "Force of the Shore" (sł. S. Simons, muz. A. Sluijter, C. Janssen, M. Jansen, Y. Huts) – 4:02
7. "Quietus" (sł. S. Simons, muz. A. Sluijter, C. Janssen, J. Simons, M. Jansen, S. Simons, Y. Huts) – 3:47
8. "Mother of Light" (A New Age Dawns, Pt. 2) (sł. M. Jansen, muz. A. Sluijter, M. Jansen) – 5:56
9. "Trois Vierges" (sł. S. Simons, muz. C. Janssen, M. Jansen, S. Simons) – 4:42
10. "Another Me "In Lack'ech" (sł. M. Jansen, muz. M. Jansen) – 4:40
11. "Consign to Oblivion" (A New Age Dawns, Pt. 3) (sł. M. Jansen, muz. A. Sluijter, M. Jansen) – 9:45

## Twórcy
Opracowano na podstawie materiału źródłowego

- Simone Simons – śpiew
- Coen Janssen – instrumenty klawiszowe, aranżacje chóru, aranżacje orkiestry
- Mark Jansen – gitara, śpiew, aranżacje chóru, aranżacje orkiestry
- Ad Sluijter – gitara
- Yves Huts – gitara basowa, aranżacje chóru, aranżacje orkiestry
- Jeroen Simons – perkusja
- Hanz Martens – fortepian
- Miro – aranżacje chóru, aranżacje orkiestry, realizacja, inżynieria dźwięku
- Philip Colodetti – realizacja, inżynieria dźwięku, miksowanie
- Olaf Reitmeier – realizacja, inżynieria dźwięku, produkcja muzyczna
- Sascha Paeth – gitara akustyczna, realizacja, inżynieria dźwięku, produkcja muzyczna, miksowanie
- Peter Van 't Riet – mastering
- Bridget Fogle, Linda Van Summeren – sopran
- Amanda Somerville, Annie Coebel – alt
- Andre Matos, Previn Moore – tenor
- Melvin Edmondsen – bas
- Amanda Somerville – śpiew, redakcja tekstów
- Astrid Müller, Patrick Sepec, Swantje Tessmann –- altówka
- Andreas Pfaff, Benjamin Spillner, Gregor Dierck, Tobias Rempe – skrzypce
- Jörn Kellermann – wiolonczela
- Carsten Drescher – oprawa graficzna, okładka, logo
- Gabor Nijenhuis – zdjęcia
- Hans van Vuuren – producent wykonawczy

## Pozycje na listach
| Lista   | Kraj     | Pozycja |
| ------- | -------- | ------- |
| Top 100 | Holandia | 12      |